# Grünberg (Augustusburg)
Grünberg ist ein Ortsteil der sächsischen Stadt Augustusburg im Landkreis Mittelsachsen.

## Geografie

### Lage
Grünberg liegt etwa 1,5 Kilometer nördlich von Augustusburg im Erzgebirge. Die Ortslage erstreckt sich vom ehemaligen Gasthof an der Staatsstraße 223 Flöha–Olbernhau auf 421,5 m ü. NN etwa 1,5 Kilometer nach Osten hinab durch das Tal eines zur Flöha fließenden Baches (Dorfbach). Über eine Kreisstraße besteht im Osten Anschluss an Hohenfichte.

### Nachbarorte
| Plaue        | Falkenau                                    | Hetzdorf     |
|              | Kompassrose, die auf Nachbargemeinden zeigt | Hohenfichte  |
| Erdmannsdorf | Augustusburg                                | Schellenberg |

## Geschichte

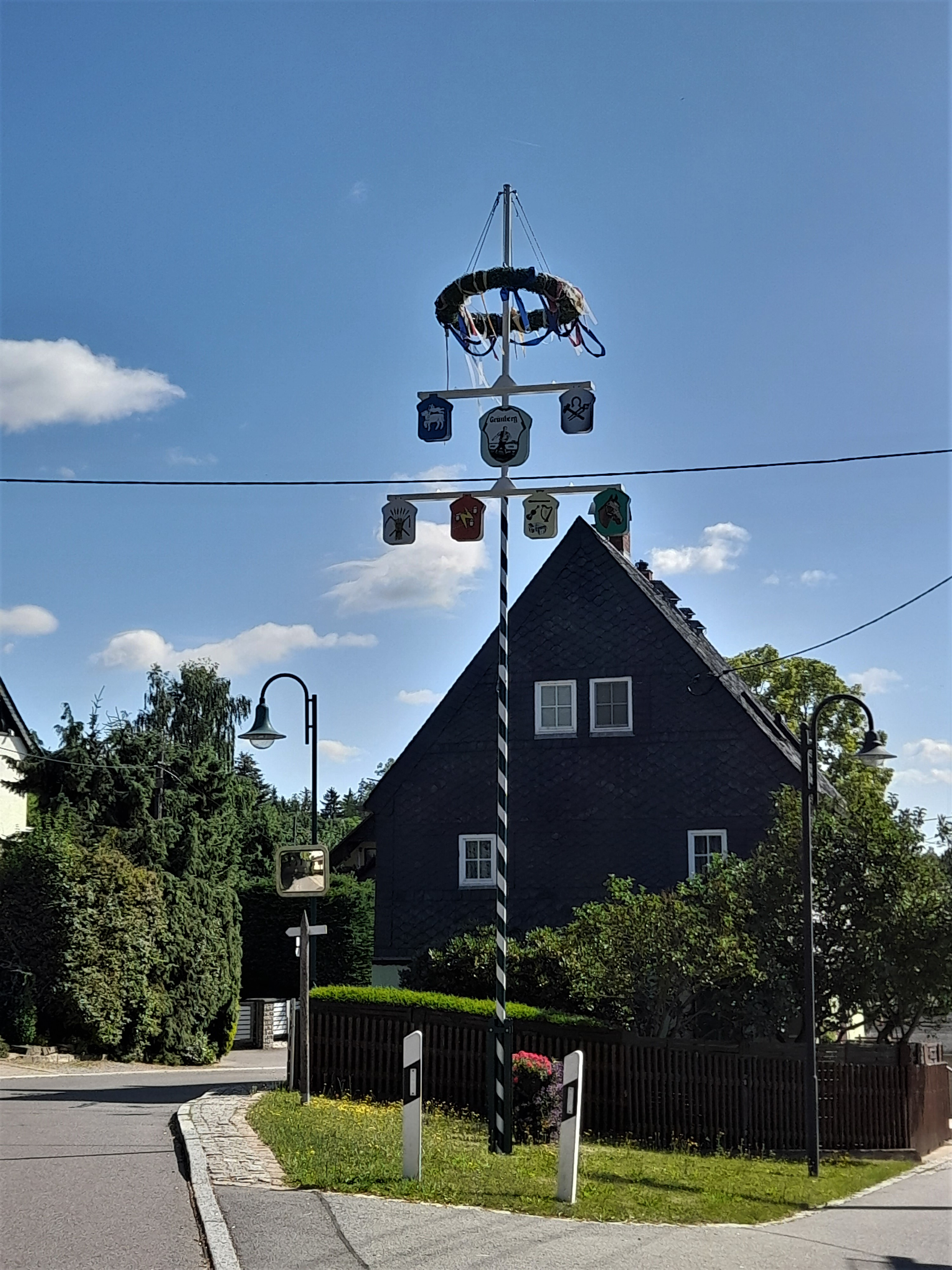
Maibaum Grünberg (Augustusburg)

Für die Besiedelung von Grünberg wird die zweite Hälfte des 12. Jahrhunderts angenommen, wobei diese eng in Verbindung mit dem Bau der Schellenburg gestanden haben soll.
Die erste urkundliche Erwähnung von Gruninberg datiert aus dem Jahre 1352. Weitere überlieferte Namensformen sind Grunenberg (1378), Grunberg (1445), Grünbergk (1552).
Der Name bedeutet Siedlung am grünen bewaldeten Berg.

Mit Einführung der Reformation 1539 gehörte der Ort im Kirchenbezirk Flöha zum Filial Stadt Schellenberg. Seit 1590 lag der Ort im Amt Augustusburg. Zur Errichtung der Augustusburg in den Jahren 1568 bis 1572 hatten die Bewohner des Orts Frondienste beim Bau zu leisten. Ebenso wurde von den Bewohnern in den Kalklöchern im Schweddeytal nahe Flöhaer Ortsteil Plaue Kalkstein zum Bau der Burg gebrochen und gebrannt sowie auf Grünberger Flur Ziegel gestrichen.
Um 1700 gab es auf Grünberger Flur kurzzeitig Eisenerzabbau, so in einer Grube Grün Glück. Heute findet man in der Umgebung Rauchquarz, Milchquarz sowie Roteisenstein (Hämatit).
Für 1735 weisen erste Belege auf einen Schulunterricht im Ort hin und für 1737 ist mit Johann David Uhlig der Lehrer namentlich belegt. Ein Schulgebäude wurde 1828 errichtet. Später wurde ein weiteres Schulgebäude errichtet, das heute das Dorfbild von Grünberg prägt.
Im Jahr 1820 begann der Bau der Straße von Augustusburg nach Plaue. Dabei errichtete der damalige Erbrichter Röber den Gasthof Grünberg als Pferdeausspannstation und übertrug Schankkonzession sowie Gasthofgerechtsamkeit aus dem Erbgericht auf den Gasthof, der in der Folgezeit einen wichtigen Platz im Leben der Gemeinde einnahm.
Mit Bau der Baumwollspinnerei Nachbarort Hohenfichte 1883 und folgenden Fabriken in weiteren Orten der Region wandelte sich der Ort sukzessiv vom Bauerndorf zum Arbeiterwohnort. In der zweiten Hälfte des 19. Jahrhunderts wurde mit dem Bau von Bandoneons durch die Familien Bäßler der Bau dieser Instrumente als Gewerke heimisch, was den Ort über seine Grenzen hinaus bekannt machte.
Nach der politischen Wende entstanden zwei Landwirtschaftsbetriebe als Wiedereinrichter und einige Handwerksunternehmen.
Zum 1. Oktober 1995 wurde Grünberg in die Stadt Augustusburg eingemeindet.

## Entwicklung der Einwohnerzahl
| Jahr | Einwohnerzahl                                      |
| ---- | -------------------------------------------------- |
| 1551 | 15 besessene Mann, 2 Häusler, 7 Inwohner, 18 Hufen |
| 1764 | 13 besessene Mann, 18 Häusler, 18 Hufen            |
| 1834 | 397                                                |
| 1871 | 531                                                |

| Jahr | Einwohnerzahl |
| ---- | ------------- |
| 1890 | 575           |
| 1910 | 646           |
| 1925 | 595           |
| 1939 | 587           |

| Jahr | Einwohnerzahl |
| ---- | ------------- |
| 1946 | 670           |
| 1950 | 674           |
| 1964 | 663           |
| 1990 | 462           |

## Persönlichkeiten
- Roland Hammermüller (1927–2019), Politiker (DBD)